# Megachile punctolineata
Megachile punctolineata är en biart som beskrevs av Cockerell 1934. Megachile punctolineata ingår i släktet tapetserarbin, och familjen buksamlarbin. Inga underarter finns listade i Catalogue of Life.